# Едвард Лівінгстон
Едвард Лівінгстон (англ. Edward Livingston; нар. 28 травня 1764, Клермонт, Нью-Йорк — пом. 23 травня 1836, Рейнбек, Нью-Йорк) — американський політик.

## Життєпис
У 1781 закінчив Коледж Нью-Джерсі (нині Принстонський університет), у 1785 почав свою кар'єру як адвокат у Нью-Йорку. Він був членом Палати представників США від штату Нью-Йорк з 1795 по 1801.
У 1801 призначений окружним прокурором в Нью-Йорку і в тому ж році став мером Нью-Йорка. Він залишив Нью-Йорк у 1803 і в наступному році переїхав до Нового Орлеану.
Був членом Палати представників США від Луїзіани з 1823 по 1829 і членом Сенату США від Луїзіани з 1829 по 1831.
Працював держсекретарем США при президенті Ендрю Джексоні з 1831 по 1833. Потім він був послом США у Франції з 1833 по 1835.